# Kanton Beaune-Sud
Der Kanton Beaune-Sud war bis 2015 ein französischer Wahlkreis im Arrondissement Beaune, im Département Côte-d’Or und in der Region Burgund; sein Hauptort war Beaune, Vertreter im Generalrat des Départements war zuletzt von 2001 bis 2015, wiedergewählt 2008–2014, Jean-Pierre Rebourgeon.

## Gemeinden
Der Kanton bestand aus 16 Gemeinden und einem Teil der Stadt Beaune:
| Gemeinde                | Einwohner (Stand 1999) | Code postal | Code Insee |
| ----------------------- | ---------------------- | ----------- | ---------- |
| Beaune                  | (1)                    | 21200       | 21054      |
| Bligny-lès-Beaune       | 1.170                  | 21200       | 21086      |
| Chevigny-en-Valière     | 233                    | 21200       | 21170      |
| Chorey-les-Beaune       | 516                    | 21200       | 21173      |
| Combertault             | 275                    | 21200       | 21185      |
| Corcelles-les-Arts      | 409                    | 21190       | 21190      |
| Ébaty                   | 185                    | 21190       | 21236      |
| Levernois               | 260                    | 21200       | 21347      |
| Marigny-lès-Reullée     | 171                    | 21200       | 21387      |
| Merceuil                | 548                    | 21190       | 21405      |
| Meursanges              | 364                    | 21200       | 21411      |
| Montagny-lès-Beaune     | 715                    | 21200       | 21423      |
| Ruffey-lès-Beaune       | 658                    | 21200       | 21534      |
| Sainte-Marie-la-Blanche | 672                    | 21200       | 21558      |
| Ladoix-Serrigny         | 1.618                  | 21550       | 21606      |
| Tailly                  | 205                    | 21190       | 21616      |
| Vignoles                | 727                    | 21200       | 21684      |

(1) Die Stadt Beaune hatte 1999 insgesamt 21.923 Einwohner.